# Jakob Kukk

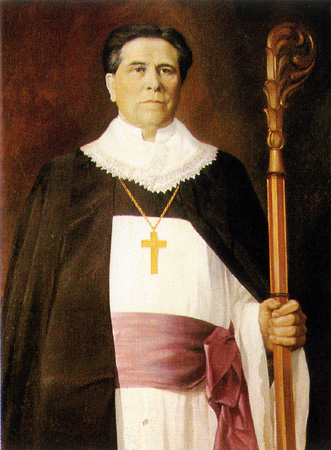
Jakob Kukk, Bischofsporträt

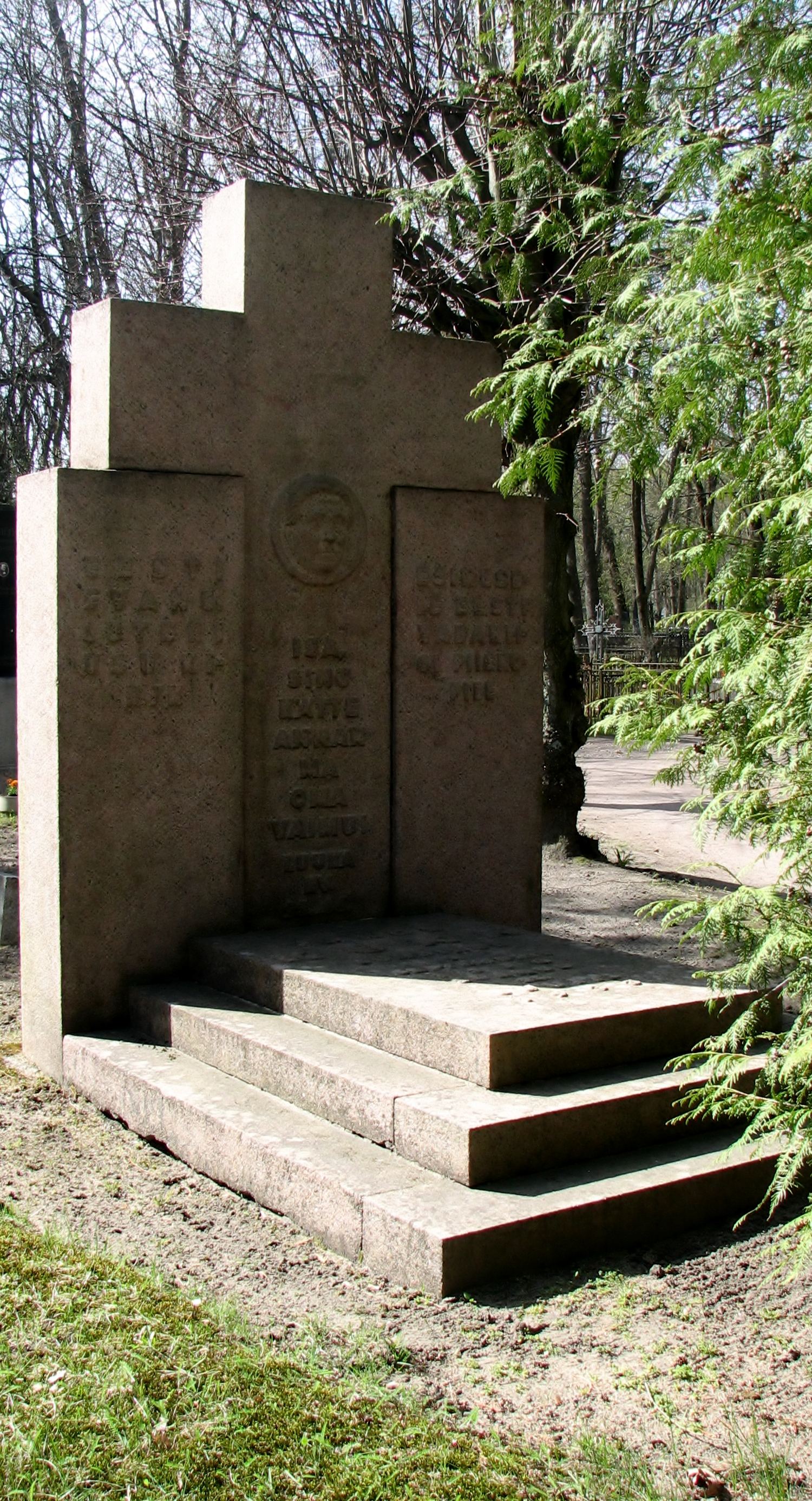
Gemeinsames Grabmal der Geistlichen Jakob Kukk, Rudolf Hurt (1874–1917) und dessen Ehefrau Adele Eugenie sowie Aleksander Kapp (1874–1940) in Tallinn

Jakob Kukk (* 28. Augustjul. / 9. September 1870greg. auf dem Bauernhof Õngu talu, Landgemeinde Ilmatsalu, Gouvernement Livland; † 25. Juli 1933 in Tallinn, Estland) war ein estnischer Theologe. Er war von 1919 bis zu seinem Tod evangelisch-lutherischer Bischof von Estland.

## Leben und Theologie
Jakob Kukk wurde als fünftes von acht Kindern der Landwirte Jaak und Anu Kukk (geb. Tinni) geboren. Er besuchte die städtische Schule von Tartu und das dortige Hugo-Treffner-Gymnasium. Am Gymnasium des Kaisers Nikolai I. in Tallinn legte er seine Reifeprüfung ab.
Jakob Kukk studierte von 1891 bis 1895 Theologie an der Kaiserlichen Universität Dorpat. Kukk gehörte dem Verein Studierender Esten (Eesti Üliõpilaste Selts) an.
Kukk wurde am 18. Januar 1899 im Dom zu Riga zum Geistlichen geweiht. Nach seinem Probejahr in Rõuge 1897/1898 war er zunächst 1899/1900 als Vikar in der Propstei Võru angestellt, anschließend von 1900 bis 1902 als Hilfspfarrer der Kirchengemeinde von Rõuge. Von 1902 bis 1904 war er Hilfspfarrer der estnischsprachigen Johannis-Gemeinde in Sankt Petersburg und 1904/1905 der Marien-Gemeinde von Tartu.
1905/1906 war Kukk Pfarrer der lutherischen Kirchengemeinde von Teschkowo in Ingermanland (heute Wolchowski rajon in der Oblast Leningrad). Von 1906 bis 1921 war er Pfarrer der Michaelis-Gemeinde von Keila. Während des Estnischen Freiheitskrieges (1918–1920) diente er als Feldprediger u. a. an der Front bei Narva.

## Bischof
Kurz vor Ausrufung der estnischen Unabhängigkeit wurde auf dem ersten estnischen Kirchkongress im Juni 1917 in Tartu eine eigenständige Estnische Evangelisch-Lutherische Kirche (Eesti Evangeeliumi Luteriusu Kirik) ins Leben gerufen. Am 12. September 1919 wurde Jakob Kukk auf dem zweiten estnischen Kirchenkongress in Tallinn zunächst zum geschäftsführenden Bischof Estlands gewählt. Er setzte sich mit einer Mehrheit der Stimmen gegen den deutschbaltischen Generalsuperintendenten Wilhelm Kentmann (1861–1938) durch.
Ein Jahr später wurde Kukk mit großer Mehrheit als einziger Kandidat zum Bischof auf Lebenszeit gewählt. Der Erzbischof von Uppsala und Oberhaupt der Schwedischen Staatskirche, Nathan Söderblom, weihte ihn in Anwesenheit des Bischofs von Porvoo, Jaakko Gummerus, am 5. Juni 1921 in der Tallinner Karlskirche. Gleichzeitig amtierte Kukk von 1919 bis 1933 als Vorsitzender des Konsistoriums.
Kukk gelang es als Bischof, eine vom Staat unabhängige und freie Volkskirche in der jungen Republik Estland zu schaffen. Politisch gehörte er der kleinen aber einflussreichen Christlichen Volkspartei (Kristlik Rahvaerakond) an.
Jakob Kukk starb im Juli 1933 in Tallinn nach längerer Krankheit. Er liegt auf dem heutigen Friedhof Tallinn-Innenstadt (Siselinna kalmistu) begraben.

## Privatleben
Seit Mai 1924 war Jakob Kukk mit der Künstlerin Melanie Kuljus (1903–2000) verheiratet. Das Paar hatte drei Söhne: Jaak (* 1925), Nathan (* 1926) und Adam (1929–1989). Nach Jakob Kukks Tod heiratete sie seinen Nachfolger im Amt des Bischofs, Hugo Bernhard Rahamägi (1886–1941).